# Домодедовские вести
«Домоде́довские ве́сти» — еженедельная газета городского округа Домодедово Московской области.
Освещает жизнь горожан городского округа и Московской области, публикует эксклюзивные и авторские рубрики, интервью с заметными людьми. Издаётся при поддержке правительства Московской области и администрации городского округа Домодедово.
Партнёрами вестей являются «Телеканал 360» и «Радио 1».

## История
Издание было основано в 2015 году. Полноценная работа редакций в городском округе Домодедово началась с 2016 года.
Целевая аудитория интернет-издания — более 40 000 человек в год. В настоящее время тираж газеты составляет 10 000 экземпляров. Сетевое издание и еженедельник входят в состав СМИ ГАУ МО «Домодедовское информационное агентство Московской области». Учредителем издания является «Домодедовское информационное агентство Московской области», «Подольское информационное агентство Московской области», «Редакционно-информационный центр Московской области».
В ноябре 2016 года был подписан договор об информационном партнёрстве между Домодедовским информационным агентством и футбольным клубом «Домодедово».
В сентябре 2020 года в рамках Х региональной Медиа-недели Союза журналистов Подмосковья в Домодедово прошёл брифинг, инициированный редакцией газеты «Домодедовские вести», по популяризации темы спорта в СМИ.
В марте 2021 года в Домодедово состоялась встреча главы округа Александр Двойных с журналистами и блогерами Домодедово, на ней присутствовали главный редактор «Домодедовских вестей» Елена Хлюпина и заместитель главного редактора Наталья Казакова.
Главным редактором является Елена Хлюпина. Штат сотрудников состоит из 11 сотрудников.